# William Russell (1639-1683)
Pour les articles homonymes, voir William Russell.
William Russell (29 septembre 1639 – 21 juillet 1683) est un homme politique anglais du parti whig.

## Biographie
Fils de William Russell, 1er duc de Bedford, il prend parti dans les guerres civiles contre Charles Ier. Après avoir voyagé sur le continent, il entre en 1661 à la Chambre des communes, se met à la tête de l'opposition qui, en 1672, renverse le ministère de la cabale. De même, il se prononce contre lord Danby, devenu premier ministre, et sollicite en vain une accusation d'impeachment contre cet homme d'État. Il provoque des rigueurs contre les fauteurs du prétendu complot papiste (inventé par Titus Oates), auquel il croit de bonne foi, et propose d'écarter des conseils du roi le duc d'York, futur Jacques II (1679). Il prend une grande part à l'adoption par les Communes de l'Exclusion Bill qui excluait ce prince du trône, et porte cette loi à la Chambre des lords, qui la rejette en 1680. 
Quand Charles II se met à gouverner sans le parlement, il entre dans le complot de Rye-House et est condamné à mort malgré ses dénégations sur la participation au complot. Son ami le duc de Monmouth, lui aussi accusé d’avoir participé au complot, propose à Russell de se rendre si cela pouvait le sauver mais celui-ci refuse, affirmant que cela ne l’aiderait en rien que ses amis meurent avec lui. Il subit son arrêt avec courage le 21 juillet 1683. 
Sa mort est généralement considérée par les whigs comme un assassinat juridique, et sa mémoire est réhabilitée en 1689 après la Glorieuse Révolution.